# Shen Xue
Shen Xue (en mandarí: 申雪; en pinyin: Shēn Xuě) (Harbin, Xina 1978) és una patinadora artística sobre gel xinesa, especialista en la modalitat de parelles.

## Biografia
Va néixer el 13 de novembre de 1978 a la ciutat de Harbin, població situada a la província de Heilongjiang. Està casada, des del 2007, amb Zhao Hongbo, la seva parella artística.

## Carrera esportiva
Va iniciar, juntament amb Zhao Hongbo, la seva carrera com a parella l'any 1992. Al llarg de la seva carrera han participat en els Jocs Olímpics d'Hivern de 1998 realitzats a Nagano (Japó), on finalitzaren cinquens en la prova de parelles. En els Jocs Olímpics d'Hivern de 2002 realitzats a Salt Lake City (Estats Units) aconseguiren guanyar la medalla de bronze, un metall que repetirien en els Jocs Olímpics d'Hivern de 2006 realitzats a Torí (Itàlia). En els Jocs Olímpics d'Hivern de 2010 realitzats a Vancouver (Canadà) aconseguiren guanyar la medalla d'or en la prova de parelles, finalitzant així el domini soviètic i rus que s'havia mantingut en aquesta prova des dels anys 60.
Al llarg de la seva carrera han guanyat set medalles en el Campionat del Món de patinatge artístic, destacant les medalles d'or els anys 2002, 2003 i 2007; així com vuit vegades el campionat nacional del seu país.